# Elettorato di Hannover
Elettorato di Hannover è il nome convenzionalmente dato storiograficamente al Ducato di Brunswick-Luneburg (così reso nella più diffusa forma anglicizzante, nella forma originale tedesca chiamato Ducato di Braunschweig-Lünenburg), uno dei nove elettorati del Sacro Romano Impero. Unione di svariati precedenti stati tedeschi sotto sovranità britannica, prese tale denominazione dalla sua capitale, Hannover.

## Storia

### L'origine e l'etimologia
Nel 1692 l'Imperatore Leopoldo I d'Asburgo elevò il duca Ernesto Augusto di Brunswick-Lüneburg, principe di Calenberg, al rango di principe-elettore come ricompensa per il grande aiuto da lui fornito alla causa imperiale durante la Guerra della Grande Alleanza. Vi furono proteste tra i tradizionali principi-elettori per l'ingresso di questo nuovo principe nel novero dei privilegiati elettori dell'Imperatore e l'elevazione non venne ufficializzata sino alla convocazione della Dieta Imperiale del 1708. Nel frattempo Giorgio I Luigi già aveva ereditato il Principato di Lüneburg la cui dinastia si era estinta nel 1705 e pertanto lo stato si chiamò Principato Elettorale di Brunswick-Lüneburg. Ma Hannover divenne capitale a scapito di Calenberg e diede così il nome all'intero principato elettorale che divenne più popolarmente Principato Elettorale di Hannover.

### I collegamenti con la Gran Bretagna
Nel 1714, Giorgio I Luigi divenne re di Gran Bretagna e pertanto l'elettorato si trovò in unione personale ad essere governato dal re della Gran Bretagna. In questo periodo i possedimenti dell'Elettorato in Germania s'ingrandirono con l'acquisizione del Ducato di Brema e del Principato di Verden nel 1719. Nel 1728 l'Imperatore Carlo VI ufficialmente infeudò Giorgio II Augusto dei propri possedimenti, il quale nel 1727 succedette al padre Giorgio Luigi anche nell'ottenimento del ducato di Sassonia-Lauenburg.

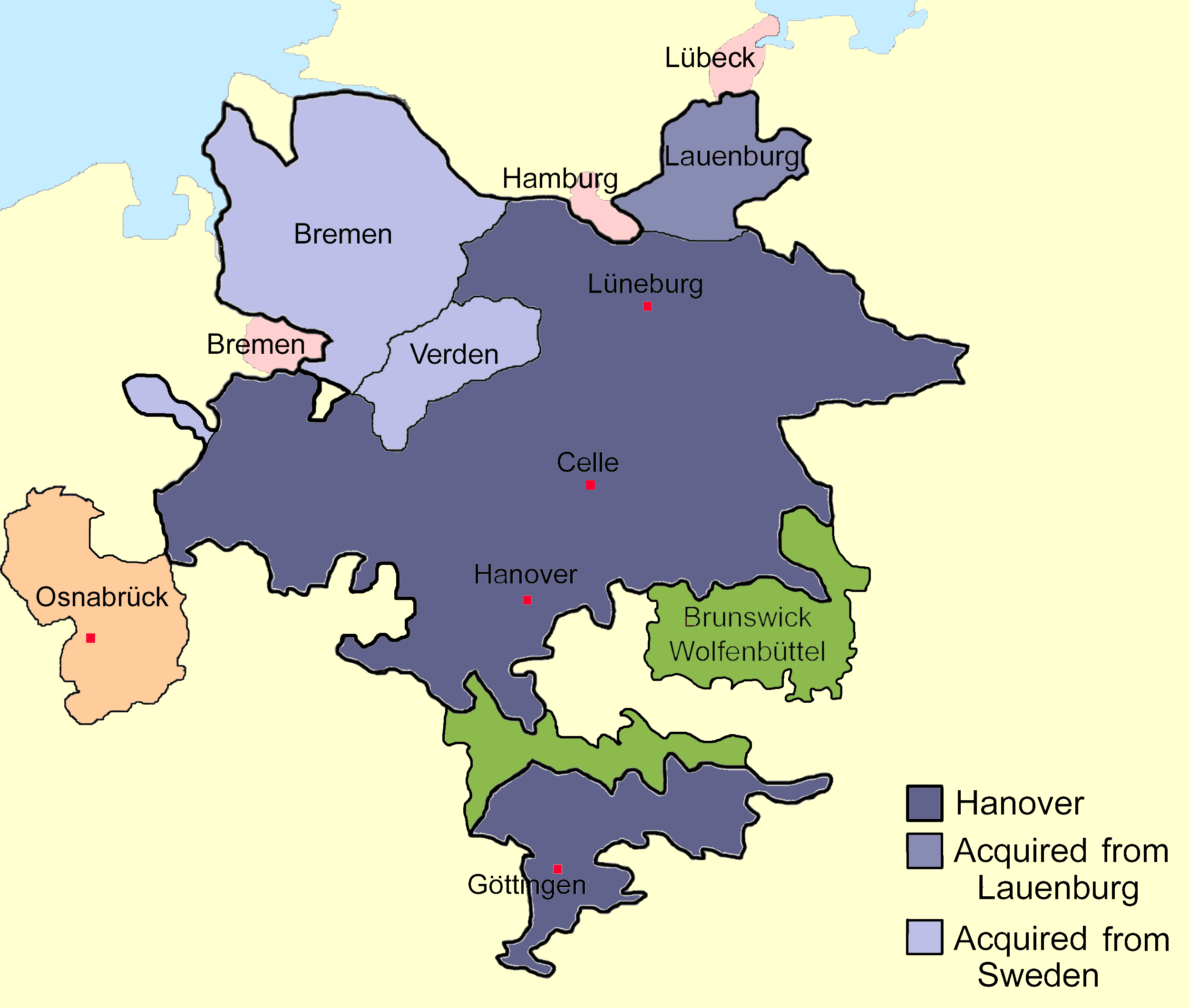
Mappa dell'Elettorato di Hannover nel 1720 circa, comparato coi territori ad esso vicini tra i quali il principato di Brunswick-Lunenburg (Wolfenbüttel). Giorgio I Luigi acquisì anche il ducato di Sassonia-Lauenburg (infeudato nel 1727) e Bremen-Verden (de facto 1719) per l'Elettorato. Giorgio II Augusto ottenne la Terra di Hadeln (1731) presso l'estuario del fiume Elba. Sotto Giorgio III Guglielmo Federico l'Elettorato acquisì anche il Vescovato di Osnabrück (1803).

 Nel 1731 l'Hannover ottenne anche l'exclave di Sassonia-Lauenburg e la Terra di Hadeln (dal 1689 sotto custodia imperiale), unendoli al principato di Brema-Verden.
Ad Hannover, la capitale dell'Elettorato, il sovrano che ora governava da Londra i propri domini anche sul continente, istituì il Consiglio Privato di Hannover, che a sua voltà creò la German Chancery, che aveva sede al St James's Palace della capitale inglese.

### La Guerra dei Sette anni
Nel corso della guerra anglo-francese (1754-63), che si svolse prevalentemente nelle colonie del nord America, la Gran Bretagna temeva innanzitutto un'invasione francese nell'Hannover. Per questo motivo Giorgio II Augusto si alleò con il cugino Federico II di Prussia.
Nell'estate del 1757 i francesi invasero l'Hannover e sconfissero le truppe del figlio di Giorgio II Augusto, il principe Guglielmo, duca di Cumberland, nella Battaglia di Hastenbeck, sino a spingere le armate nel principato di Bremen-Verden, dove il principe inglese venne costretto a capitolare nel monastero di Zeven il 18 settembre (Convenzione del Monastero di Zeven). Giorgio II Augusto, ad ogni modo, si rifiutò di riconoscere la convenzione. L'anno successivo le truppe britanniche, sostenute dal Regno di Prussia e dall'Assia nonché  dal ducato di Brunswick-Wolfenbüttel riuscirono a ricacciare gli invasori.
L'Hannover rimase fuori dai conflitti per il resto della guerra e sino alla pace forzata che giunse con le guerre rivoluzionarie francesi. La prima coalizione antifrancese (1792–97) vide l'alleanza tra Gran Bretagna e Hannover guidare la coalizione, ma non ebbe effetti sul territorio di Hannover, sin quando i primi combattimenti non si spostarono direttamente sul territorio hannoveriano. Ad ogni modo vennero reclutati 16.000 uomini per combattere nei Paesi Bassi contro la Francia. Nel 1795 il Sacro Romano Impero dichiarò la sua neutralità agli scontri, comprendendo quindi anche l'Hannover, anche se i trattati di pace con la Francia nel 1799 fallirono. La Prussia, ad ogni modo, terminò per parte sua la guerra con la Francia grazie alla Pace di Basilea (1795), assicurando i confini della Germania del nord alle rive del fiume Meno e quindi includendo Hannover, Brema-Verden e Sassonia-Lauenburg.
Il principato nel XVIII secolo, grazie alle ultime acquisizione dei ducati di Brema e del Lauenburg si era esteso notevolmente, comprendendo vari territori ripartiti in governatorati (Landdrosten):
- ducato di Kalenberg con Hannover (1636), le contee di Nideck, Diepholz, Hoya;
- ducato di Luneburgo (1692) con i ducati di Celle (1705) e Ahlder;
- ducato di Grübenhagen con Einbeck (1617), Osterode, e contee di Oberwald e Lauenrode, la signoria di Klausthal;
- ducato di Brema (1719) con il principato di Verden, Stade, Buxtehude e la terra di Hadeln (Otterdorf); aventi diritto di due voti al Reichstag;
- ducato del Lauenburg (1689) con il castello di Ratzeburg, Steinhorst e Schwatzenburg; in amministrazione autonoma dal 1728 e con diritto di tre voti al Reichstag;
- ducato di Gottinga (1437).

### L'epoca napoleonica
Nel corso della guerra della seconda coalizione antifrancese (1799–1802) Napoleone Bonaparte fece pressione sulla Prussia perché occupasse i domini britannici in Germania. Nel 1801 quindi 24.000 soldati prussiani invasero a sorpresa l'Hannover il quale si arrese senza combattere. Nell'aprile del 1801 le truppe prussiane giunsero a Stade, capitale del principato di Brema-Verden ove rimasero sino all'ottobre di quello stesso anno. Il Regno Unito in un primo tempo ignorò l'ostilità della Prussia alla causa inglese ma quando quest'ultima aderì alla coalizione a favore della Francia armando potenze come la Danimarca e l'Impero di Russia, l'Inghilterra iniziò a catturare alcuni vascelli prussiani. Dopo la Battaglia di Copenaghen la coalizione cadde, ma la Prussia rimase in guerra con le proprie truppe.
Nell'ambito della mediatizzazione del Sacro Romano Impero il 25 febbraio 1803 l'Elettorato ricevette il principato vescovile di Osnabrück il cui principe-vescovo era un figlio dello stesso Giorgio III di Hannover.
Dopo che la Gran Bretagna - questa volta senza alleati - ebbe dichiarato guerra alla Francia (18 maggio 1803), confermando la sconfitta militare dell'Hannover, l'esercito dell'Elettorato venne disarmato e i cavalli e le munizioni caddero nelle mani dei francesi. Il Consiglio Privato dell'Hannover, col ministro Friedrich Franz Dieterich von Bremer, si spostò nel ducato di Sassonia-Lauenburg. Poco dopo i francesi occuparono il Sassonia-Lauenburg.
Nell'autunno del 1805, all'inizio della guerra della terza coalizione anti-francese (1805), le truppe francesi che occupavano l'Hannover lasciarono il territorio per la campagna contro l'Austria. Inglesi, svedesi e russi presero possesso nuovamente dell'Hannover, restituendolo al Regno Unito. Nel dicembre l'Impero Francese cedette il territorio alla Prussia.
Il 6 agosto 1806 il Sacro Romano Impero venne dissolto rimuovendo l'Elettorato dalla sua funzione di "elettorato imperiale". Pertanto l'Elettore di Hannover si trovò ad essere solo un titolo senza funziona se non quella di sovrano di uno Stato indipendente (come nel caso dell'Elettorato d'Assia si volle mantenere il nome), tuttavia poco dopo il suo territorio passò alla Francia dopo la battaglia di Jena-Auerstädt (11 novembre 1806).
A seguito del Trattato di Tilsit del 1807 il nuovo Regno di Vestfalia venne fondato dai francesi, con a capo il fratello di Napoleone, Girolamo Bonaparte, includendo anche i territori dell'Elettorato d'Assia-Kassel, il ducato di Brunswick-Lüneburg, quello di Brunswick-Wolfenbüttel e alcuni territori prussiani. L'Hannover e i territori di Brema-Verden vennero annessi alla Vestfalia nel 1810.
Ad ogni modo Giorgio III Guglielmo Federico non riconobbe l'annessione francese, continuando ad essere in guerra con la Francia per tutto il periodo sebbene il governatorato continuasse a risiedere a Londra, consentendo al Consiglio Privato di Hannover di mantenere un proprio servizio diplomatico separato con Austria e Prussia coi quali il Regno Unito era formalmente in guerra. L'esercito dell'Hannover venne dissolto nuovamente, ma molti suoi ufficiali trasmigrarono in Inghilterra a formare la King's German Legion.
Il controllo francese sull'area dell'Hannover continuò sino all'ottobre del 1813 quando il territorio venne liberato dai cosacchi russi col colpo finale della battaglia delle Nazioni a Lipsia, demolendo la Confederazione del Reno. A seguito del Congresso di Vienna del 1814 l'Elettorato venne elevato al rango di Regno di Hannover.

## Principi-Elettori di Hannover
L'Elettorato venne legalmente reso indivisibile al suo interno come feudo imperiale anche se al proprio interno continuavano a permanere dei principati di antica formazione, formalmente indipendenti. La successione avveniva per primogenitura.
Sebbene il Sacro Romano Impero fosse stato dissolto nel 1806, il governo di Giorgio III Guglielmo Federico non riconobbe la dissoluzione dell'Impero, continuando ad indicare i propri territori col nome di "Elettorato di Hannover" sino al 1815, anche perché il titolo di Elettore era un titolo a sé stante (come nel caso dell'Elettorato d'Assia che continuerà ad esistere per decenni).
| Elettori di Hannover |                                                                   |           | |
| Immagine             | Nome                                                              | Regno     | Note |
|                      | Ernesto Augusto                                                   | 1692–1698 | Ernesto Augusto, duca di Brunswick-Lüneburg, divenne elettore designato di Hannover nel 1692, ma la nomina non fu ufficializzata fino al 1708. |
|                      | Giorgio I Luigi sul trono inglese come Giorgio I                  | 1698–1727 | Giorgio Luigi, figlio di Ernesto Augusto, divenne re di Gran Bretagna nel 1714. Acquisì il principato di Brema-Verden nel 1719. |
|                      | Giorgio II Augusto sul trono inglese come Giorgio II              | 1727–1760 | Figlio del precedente. Acquisì la Terra di Hadeln nel 1731. |
|                      | Giorgio III Guglielmo Federico sul trono inglese come Giorgio III | 1760–1815 | Nipote del precedente. Divenne re del Regno Unito (inclusa l'Irlanda) nel 1801. Acquisì il principato-vescovile di Osnabrück nel 1803 (fino ad allora di suo figlio Federico Augusto di Hannover). Egli perse, ottenne e perse nuovamente per poi riottenere ancora il potere de facto sull'Hannover nel corso delle guerre francesi. Abbandonò il titolo di Elettore quando divenne re di Hannover nel 1815. |